# Jacqueline Jones
Jacqueline Jones, detta Jackie (17 giugno 1948), è una storica statunitense, specializzata in storia sociale americana oltre a scrivere di economia, razza, schiavitù. Ha ricoperto la cattedra Walter Prescott Webb in "Storia e Idee" dal 2008 al 2017 ed è docente di Southern History presso l'Università del Texas ad Austin. 
Vincitrice del Premio Bancroft e del Premio Pulitzer (dopo essere stata due volte finalista).

## Biografia
Jones è nata a Christiana, un paesino a sud-ovest di Wilmington, nel Delaware, Stati Uniti, la maggiore di tre figli. La madre di Jones insegnava al Delaware Technical and Community College. Suo padre, Albert P. Jones (morto nel 1995), ha lavorato per DuPont ed è stato per molti anni presidente del Delaware State Board of Education. Ha frequentato una scuola elementare a Christiana, nel Delaware, a lui intitolata nel 1996. Jones ha conseguito una laurea nel 1970 presso l'Università del Delaware e un dottorato di ricerca nel 1976 presso l'Università del Wisconsin-Madison.
Ha ricoperto incarichi accademici presso il Wellesley College, la Brown University e l'Università Brandeis. Nel luglio 1999 Jones ha ricevuto una borsa di studio MacArthur.
Sebbene il premio in genere consenta agli accademici di prendersi una pausa dal loro insegnamento, lei ha deciso di aspettare prima di iniziare la sua ricerca e ha lavorato durante il periodo della borsa di studio, dicendo: "Penso che mi prenderò una pausa dall'insegnamento tra qualche anno, mi piace molto essere qui nel campus, stare con i miei colleghi, insegnare". Jones ha anche ricevuto una borsa di studio Ford, una borsa di studio Woodrow Wilson e una borsa di studio dell'American Council of Learned Societies, ed è stato due volte finalista per il Premio Pulitzer per la storia.

## Idee e riconoscimenti
Dopo aver pubblicato un primo libro nel 1980, Soldiers of Light and Love: Northern Teachers and Georgia Blacks,  nel 1986 il secondo libro di Jones, Labor of Love, Labour of Sorrow: Black Women, Work, and the Family from Slavery to the Present, le valse il Premio Bancroft. In Labour of Love, Labour of Sorrow, Jones dimostra la sua vasta conoscenza della storia del sud dal 1830 al 1915. Il libro inizia come uno studio sugli afroamericani e sulle difficoltà che affrontarono durante il diciannovesimo secolo, ma poi si sviluppa fino a includere commenti sull'impatto della classe e del genere sulle donne nel sud. Il libro prosegue sfatando le idee sulla "razza" e anche fondendo l'analisi delle difficoltà affrontate dalle donne e dai neri in un unico quadro integrato incentrato sulla figura della donna nera della classe operaia.
La combinazione del libro di studi storici e femministi è caratteristica della carriera di Jones. Dopo aver vinto una borsa di studio MacArthur, Jones ha notato che finire il suo volume vincitore del Bancroft l'ha ispirata a scrivere il suo terzo libro, The Dispossessed, America's Underclasses from the Civil War to the Present, che esamina la povertà in America oltre i confini di razza e genere. Quel libro le sarebbe valso un Choice Award per il miglior titolo accademico nel 1992, oltre a essere finalista per il Lillian Smith Award per la saggistica. Nel 2001, Jones ha pubblicato Creek Walking, un libro di memorie della sua infanzia nel Delaware negli anni '50.
Sebbene la sua esperienza riguardi principalmente la storia afroamericana, i libri di Jones spaziano ampiamente nella loro copertura, dall'effetto delle politiche economiche sulla vita dei lavoratori alla storia dell'istruzione americana. La sua comprensione della storia delle donne le è valsa il riconoscimento al di fuori del suo campo tra i circoli femministi, e continua a raggiungere un pubblico non accademico con l'espansione delle sue aree di ricerca. A Social History of the Laboring Classes: From Colonial Times to the Present era una selezione del Club del libro di storia. Jones, che nel 2002 è stata nominata membro dell'American Academy of Arts and Sciences, ha sostenuto che il suo lavoro implica "scrivere su questioni di razza e classe e di come gli Stati Uniti sono cambiati nel corso degli anni, di come diversi gruppi si sono visti e interagiti tra loro, di come a determinati gruppi sono stati assegnati determinati tipi di lavoro". La sua scrittura storica presenta sempre più casi di studio incentrati sulle vite trascurate ma comunque esemplari degli individui. Il suo libro più recente, No Right to an Honest Living, è stato pubblicato nel 2023.
Quando Politico Magazine le ha chiesto di valutare a quali figure storiche fosse paragonabile Donald Trump, Jones ha affermato di aver fatto eco ai commenti del passato governatore del Mississippi James K. Vardaman.

## Vita privata
È sposata con il politologo e professore di diritto Jeffrey Abramson, autore tra l'altro di "Noi", "La Giuria" e "La Civetta di Minerva". La coppia ha due figlie, Sarah Jones Abramson e Anna Jones Abramson.

## Opere
- Soldiers of Light and Love: Northern Teachers and Georgia Blacks, 1865-1873, Chapel Hill, University of North Carolina Press, 1980 ISBN 9780807814352.
- Labor of Love, Labor of Sorrow: Black Women, Work, and the Family from Slavery to the Present. New York, Basic Books, 1985 ISBN 9780465037568.
- The Dispossessed: America's Underclasses from the Civil War to the Present, New York, Basic Books, 1992 ISBN 9780465016747.
- American Work: Four Centuries of Black and White Labor, New York, W.W. Norton, 1998 ISBN 9780393045611.
- A Social History of the Laboring Classes: From Colonial Times to the Present, Malden, Massachusetts, Blackwell Publishers, 1999 ISBN 9780631207702.
- Creek Walking: Growing Up in Delaware in the 1950s, Newark, Londra, University of Delaware Press - Associated University Presses, 2001 ISBN 9780874137545.
- Saving Savannah: The City and the Civil War, New York, Alfred A. Knopf, 2008 ISBN 9781400042937.
- A Dreadful Deceit: The Myth of Race from the Colonial Era to Obama's America, New York, Basic Books, 2013 ISBN 9780465055678.
- Goddess of Anarchy: The Life and Times of Lucy Parsons, American Radical, New York, Basic Books, 2017 ISBN 9780465078998.